# Charles Guignebert
Charles Guignebert (Villeneuve-Saint-Georges, 18 giugno 1867 – 27 agosto 1939) è stato uno storico francese del Cristianesimo.
Allievo di Ernest Renan, dopo aver tenuto un corso di storia del cristianesimo alla Sorbona di Parigi nel 1905, dal 1919 vi divenne titolare della relativa cattedra, istituita quello stesso anno. Il suo insegnamento segue un rigoroso punto di vista razionalista, senza nessuna concessione alle prevalenti tesi dell'apologia religiosa, come riassunse nella proposizione: «I Vangeli sono scritti di propaganda, destinati a organizzare e autenticare, rendendola verosimile, la leggenda rappresentata nel dramma sacro della setta ed a confermarla alle consuetudini della mitologia dell'epoca».